# Wstyd (album)
Wstyd – album studyjny polskiego zespołu muzycznego Kult. Wydawnictwo ukazało się 14 października 2016 roku nakładem wytwórni muzycznej S.P. Records. Materiał był promowany teledyskiem do utworu „Madryt” w  reżyserii Sławomira Pietrzaka.
Album dotarł do 1. miejsca polskiej listy przebojów – OLiS i uzyskał status platynowej płyty.
Uzupełnieniem albumu był album-suplement Wstyd. Suplement 2016 wydany w grudniu 2016. Promowały go single Madryt i Wstyd oraz teledyski Madryt i Wstyd.

## Lista utworów
Opracowano na podstawie materiału źródłowego.
| Nr  | Tytuł utworu                           | Słowa                | Muzyka                                   | Długość |
| --- | -------------------------------------- | -------------------- | ---------------------------------------- | ------- |
| 1.  | „Jeśli będziesz tam”                   | Kazimierz Staszewski | Jarosław Ważny                           | 5:09    |
| 2.  | „Madryt”                               | Kazimierz Staszewski | Kazimierz Staszewski, Wojciech Jabłoński | 4:42    |
| 3.  | „To nie jest kraj dla starszych ludzi” | Kazimierz Staszewski | Tomasz Goehs                             | 5:13    |
| 4.  | „Wstyd”                                | Kazimierz Staszewski | Kazimierz Staszewski, Tomasz Goehs       | 4:16    |
| 5.  | „Cisza nocna”                          | Kazimierz Staszewski | Wojciech Jabłoński                       | 3:40    |
| 6.  | „Dwururka”                             | Kazimierz Staszewski | Tomasz Glazik                            | 4:35    |
| 7.  | „Bezbronni w furii”                    | Kazimierz Staszewski | Janusz Grudziński                        | 4:26    |
| 8.  | „Odejdę”                               | Kazimierz Staszewski | Janusz Zdunek                            | 5:30    |
| 9.  | „To nie jest zbrodnia”                 | Kazimierz Staszewski | Tomasz Glazik                            | 3:16    |
| 10. | „Pęknięty dom część 1”                 | Kazimierz Staszewski | Tomasz Glazik                            | 3:24    |
| 11. | „Pęknięty dom część 2”                 | Kazimierz Staszewski | Janusz Grudziński                        | 4:43    |
| 12. | „Apokalipsa”                           | Kazimierz Staszewski | Tomasz Glazik                            | 3:16    |
|     |                                        |                      |                                          | 52:10   |

## Twórcy
Opracowano na podstawie materiału źródłowego.
| Zespół Kult w składzie - Ireneusz Wereński – gitara basowa - Tomasz Goehs – perkusja - Piotr Morawiec – gitara - Wojciech Jabłoński – gitara, produkcja, realizacja nagrań, miksowanie, mastering, edycja cyfrowa - Janusz Grudziński – instrumenty klawiszowe - Tomasz Glazik – saksofon - Jarosław Ważny – puzon - Janusz Zdunek – trąbka - Kazik Staszewski – śpiew |  | Inni - Przemysław Lembicz – głos (1) - Mentalporn – oprawa graficzna - Katarzyna Zaremba – zdjęcia - Kajetan Aroń – realizacja nagrań, edycja cyfrowa, miksowanie, mastering |